# Onosma liui
Onosma liui là loài thực vật có hoa trong họ Mồ hôi. Loài này được Kamelin & T.N. Popova mô tả khoa học đầu tiên năm 1993.